# Changan UNI-K
La Changan UNI-K (in cinese 长安 UNI-K) è un'autovettura prodotta dalla casa automobilistica cinese Chang'an Motors dal 2020.

## Descrizione
La vettura è stata anticipata dalla concept car chiamata Vision-V Concept presentata al Salone dell'Auto di Pechino nel settembre 2020. Il modello di produzione della UNI-K è stato annunciato il mese seguente. Il debutto al pubblico della versione di serie è stato al Salone dell'Auto di Guangzhou nel novembre 2020, con il lancio sul mercato cinese avvenuto nel marzo 2021.
La vettura ha suscitato alcune controversie per via delle somiglianza nel design del veicolo con la Porsche Cayenne Coupé introdotta nel 2019.
La UNI-K è alimentata da un motore quattro cilindri turbo benzina da due litri con 171 kW (232 CV), già utilizzato sulla Changan CS95. La vettura come standard ha la trazione anteriore, ma in opzione può essere dotata di quella integrale. Sul lato tecnico, la vettura monta sospensioni indipendenti su tutte e quattro le ruote, con montanti MacPherson sull'asse anteriore e schema multi-link sull'asse posteriore.